# Eluma caelata
Eluma caelata är en kräftdjursart som först beskrevs av Edward John Miers 1877.
Eluma caelata ingår i släktet Eluma och familjen klotgråsuggor. Inga underarter finns listade i Catalogue of Life.